# 亞歷山德里夫卡區

亞歷山德里夫卡區在頓涅茨克州的位置

亞歷山德里夫卡區（烏克蘭語：Олександрівський район），曾是烏克蘭頓涅茨克州的一個區，位於該國東部，行政中心設於亞歷山德里夫卡，面積1,010平方公里，2015年人口18,953，人口密度每平方公里19.7人。
该区在2020年7月18日的乌克兰行政区划改革中被撤销，改革后頓涅茨克州下分为8个区，但只有5个区是在乌克兰政府的实际管辖下。